# Marie Antier
Marie Antier, född 1687 i Lyon, död 3 december 1747 i Paris, var en fransk skådespelare och operasångare (sopran). Hon intog en ledande roll inom fransk opera under de trettio åren mellan 1711 och 1741. 
Hon var elev till primadonnan Marthe Le Rochois och debuterade på Operan i Paris år 1711. Fram till sin pension 1741 uppträdde hon i fem huvudroller per säsong och kan därmed räknas som sin generations stora primadonna i Frankrike. Hon är särskilt känd för sina roller inom skådespel av Lully. Hon uppträdde ofta vid hovet: under Ludvig XV:s omyndighet deltog hon i de balettpjäser där även han själv uppträdde, och hon sjöng sedan ofta vid drottningens konserter.    
Antier var mätress till prinsen av Carignan och gifte sig 1726 med Jean Duval. Hennes affär med La Riche de la Poupliniére 1727 väckte skandal och ledde till att denne förvisades från Paris medan hon själv fängslades en tid i kloster, dock utan att sluta uppträda. 
Marie Antier blev premiäraktris vid Academie de Musique 1720 och hovsångare 1721. Hon avslutade sin karriär med full pension 1741.  